# Danielle Fox-Clarke
Danielle Fox-Clarke est une actrice irlandaise née le 22 août 1987 en Irlande. Elle a joué la Girl Junkie dans Veronica Guerin, et Tara Keegan dans la série australienne-irlandais, Correspondant express en 2004.

## Biographie

### Carrière
Née en Irlande, le 22 août 1987, en 2003 elle joue la Girl Junkie dans Veronica Guerin, aux côtés de Cate Blanchett et fait des apparitions dans The Clinic en jouant le rôle de la mère de Dermie. Un an après elle joue le rôle de Tara Keegan, la camarade de chambre d'Hannah O'Flaherty dans la série télévisée australienne-irlandais Correspondant express (Foreign Exchange). Elle est actrice mais surtout figurante.

## Filmographie

### Cinéma
- 2003 : Veronica Guerin : Girl Junkie
- 2019 : My Sarah : The Painter (court métrage)

### Télévision
- 2003 : The Clinic : mère de Dermie
- 2004-2006 : Correspondant express (Foreign Exchange) : Tara Keegan